# Chloe Hosking
Chloe Hosking (Bendigo, 1 oktober 1990) is een Australische wielrenster. Ze begon als junior met baanwielrennen, maar richt zich sinds 2007 op de weg. Ze won goud op de Gemenebestspelen 2018, La Course 2016 en boekte tal van zeges in etappekoersen.

## Carrière
Hosking nam in 2008 deel aan het WK voor junioren in Kaapstad; ze werd 37e. Op de Gemenebestspelen 2010 in Delhi, India, won ze brons in de wegrit, achter haar landgenote en winnares Rochelle Gilmore en de Britse Elizabeth Armitstead. In 2011 werd ze 6e op het WK op de weg in Kopenhagen. Ze nam namens Australië deel aan de Olympische Zomerspelen 2012 in Londen, maar kwam buiten tijd binnen.

### 2016: Doorbraak
Haar doorbraak als topsprinter kwam in 2016 toen ze, rijdend voor Wiggle High5, naast etappes in de Ronde van Qatar, Route de France en de Giro Rosa, ook het eindklassement in de Ronde van Chongming en La Course op de Champs-Elysées op haar naam schreef. Ze was dan ook teleurgesteld met haar zevende plek in de sprint op het wereldkampioenschap in Qatar.

### 2017
In 2017 stapte Hosking over naar Alé Cipollini en won ze etappes in de OVO Women's Tour, Ronde van Noorwegen (beide World Tour) en in de Women's Tour Down Under. In deze laatste won ze tevens de puntentrui, net als in de Ronde van Chongming, waar ze in de drie etappes tweede, derde en vierde werd. In het voorjaar won ze de semi-klassieker Drentse 8 van Westerveld en werd ze tweede in de Omloop van het Hageland en GP de Dottignies.
In september kwam ze in het nieuws toen ze - samen met Rachel Neylan - beroep aantekende, omdat ze niet geselecteerd waren voor het wereldkampioenschap in Bergen en omdat de Australische bondscoach slechts vijf van de beschikbare zeven plekken had ingevuld: Shara Gillow en vier rensters van Orica-Scott, terwijl Hosking de hoogstgeplaatste Australische renster was op de UCI-ranglijst en Neylan de laatste Australische renster op een WK-podium was. Ze werden één week later door het Selection Review Panel in het gelijk gesteld en ze werden beiden een dag later alsnog geselecteerd, negen dagen voor de wegrit.
Hosking reed vanaf 2010 drie jaar bij de wielerploeg Specialized-lululemon, erna twee jaar bij Hitec Products en vervolgens twee jaar bij Wiggle Honda Vanaf 2017 reed ze drie jaar bij Alé Cipollini en in 2020 bij Rally UHC Women. In 2021 en 2022 kwam ze uit voor Trek-Segafredo. In 2023 zou ze, samen met haar ploeggenote Audrey Cordon-Ragot, overstappen naar de nieuw op te richten vrouwenploeg van B&B Hotels - KTM, maar nog voor de start van het seizoen werd de stekker uit het project getrokken. Ze vond een nieuwe ploeg in het continentale team Roxsolt Liv SRAM.

## Palmares

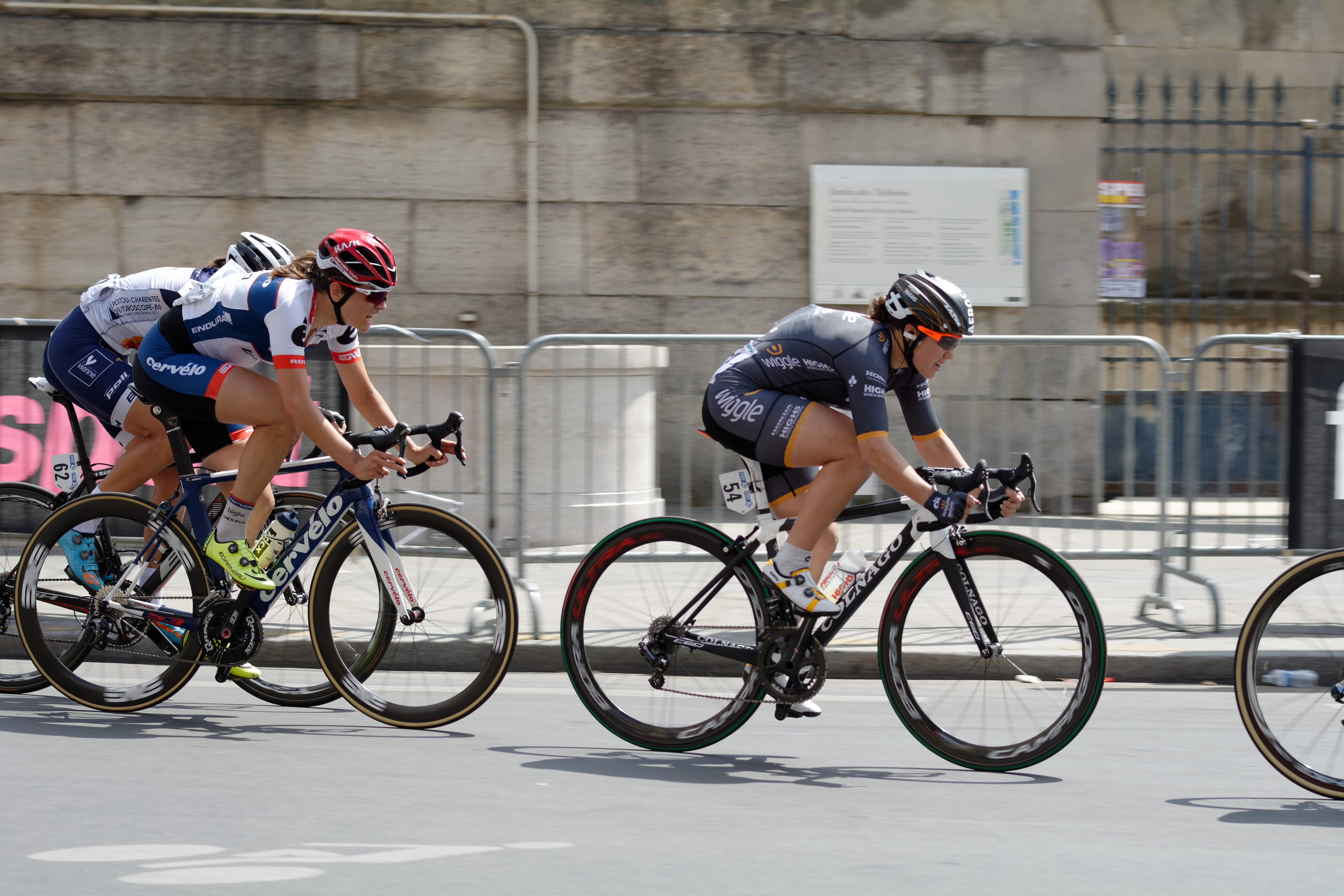
Hosking won La Course in 2016

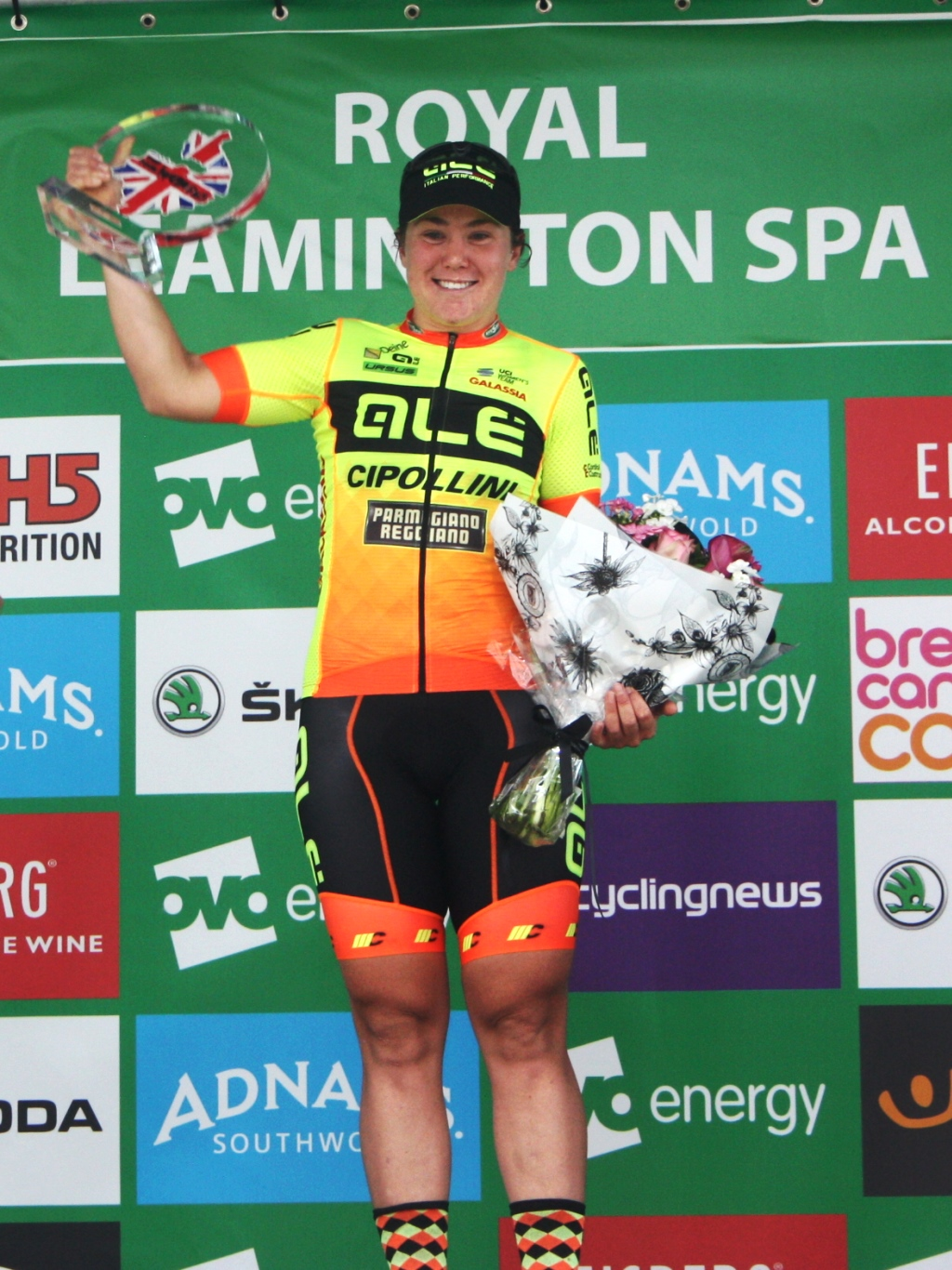
Ritwinnares in The Women's Tour 2017

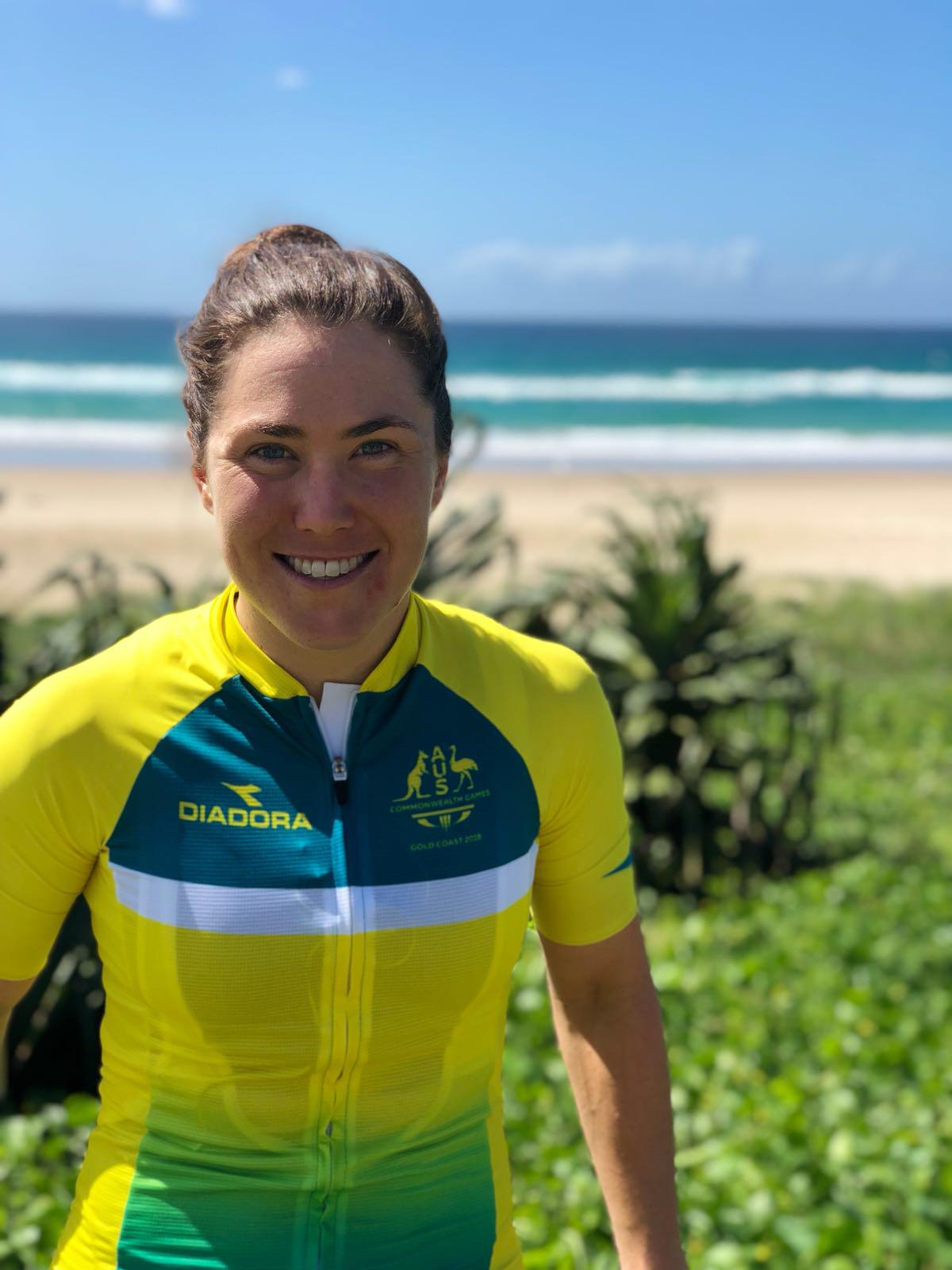
Winnares op de Gemenebestspelen 2018

### Overwinningen
2009 - 5 zeges
- Eindklassement Ronde van Chongming
  - 1e en 3e etappe Ronde van Chongming
- Wellington Women's Race
- Omloop der Kempen

2011 - 4 zeges
- 3e etappe Ronde van Chongming
- 1e etappe Ronde van Thüringen (TTT)
- 2e etappe Trophée d'Or (TTT)
- 1e etappe Giro della Toscana (TTT)

2012 - 3 zeges
- Drentse 8 van Dwingeloo
- Halle-Buizingen
- 5e etappe Route de France

2013 - 2 zeges
- 1e etappe Ronde van Qatar
- 5e etappe Holland Ladies Tour

2014 - 2 zeges
- Omloop van Borsele
- 3e etappe Lotto Belisol Belgium Tour

2015 - 2 zeges
- 7-Dorpenomloop Aalburg
- La Classique Morbihan
- Bay Cycling Classic

2016 - 7 zeges
- Eindklassement Ronde van Chongming
  -  Bergklassement
  - 2e etappe
- La Course by Le Tour de France
- Gran Premio Bruno Beghelli
- 2e etappe Ronde van Qatar
- 3e etappe Giro Rosa
- 3e etappe La Route de France

2017 - 4 zeges
- 3e etappe en puntenklassement Women's Tour Down Under
- Drentse 8 van Westerveld
- Puntenklassement Ronde van Chongming
- 3e etappe OVO Women's Tour
- 2e etappe Ronde van Noorwegen

2018 - 3 zeges
- Wegwedstrijd Gemenebestspelen, Gold Coast
- 4e etappe Women's Tour Down Under
- Cadel Evans Great Ocean Road Race

2019 - 3 zege
- 4e etappe Women's Tour Down Under
- 1e etappe Ronde van Toscane
- 2e etappe Madrid Challenge

2020 - 2 zege
- 1e etappe Women's Tour Down Under
- 7e etappe Tour de l'Ardèche
- Bay Cycling Classic

2021
- 4e etappe Ronde van Noorwegen
- 3e etappe Tour de l'Ardèche

### Uitslagen in voornaamste wedstrijden
| Jaar | Gent-Wevelgem | Ronde van Vlaanderen | Parijs-Roubaix | Ronde van Drenthe | Omloop Het Nieuwsblad | La Course by Le Tour de France |  | WK op de weg |
| ---- | ------------- | -------------------- | -------------- | ----------------- | --------------------- | ------------------------------ |  | ------------ |
| 2011 |               |                      |                |                   |                       |                                |  | 6e           |
| 2012 |               |                      |                | 64e               | 12e                   |                                |  |              |
| 2013 |               |                      |                | 4e                | 28e                   |                                |  |              |
| 2014 | 56e           | 67e                  |                | 20e               | 28e                   | 20e                            |  |              |
| 2015 | ↑             | 45e                  |                | 5e                | 12e                   | 13e                            |  |              |
| 2016 | 30e           | 96e                  |                | 67e               | 7e                    | ↑                              |  | 7e           |
| 2017 | 88e           | 71e                  |                | 10e               | 25e                   |                                |  | 59e          |
| 2018 | 25e           | opgave               |                | ↑                 | 4e                    |                                |  |              |
| 2019 | 21e           | 43e                  |                | 15e               | 14e                   | 83e                            |  | 27e          |
| 2020 | 50e           | 32e                  |                |                   | 8e                    | 56e                            |  |              |
| 2021 | opgave        |                      |                | 29e               | 104e                  |                                |  | opgave       |
| 2022 | opgave        |                      | 76e            | 11e               | 56e                   |                                |  |              |